# Tasses (attraction)
Pour les articles homonymes, voir Tasse (homonymie).

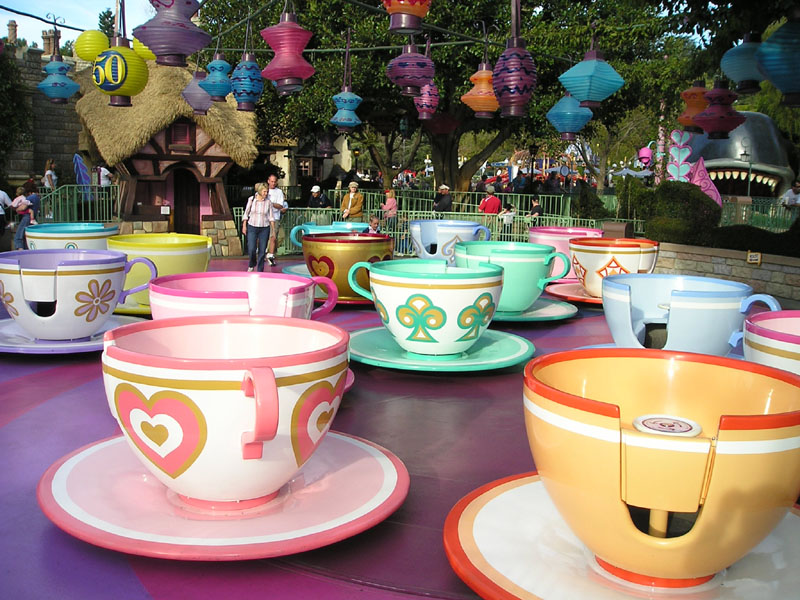
Mad Tea Party à Disneyland.

Les tasses (en anglais Teacups) désignent familièrement une attraction de type manège avec des véhicules évasés à la forme proche de tasses disposés sur un support rotatif.

## Historique
La version moderne est basée sur la variante créée par WED Enterprises en 1954. Mais le principe des manèges rotatifs en forme de tasses a été inventé par JW Etes à la fin des années 1930. Il déposa un brevet en juillet 1940 d'une attraction avec un seul plateau rotatif mais elle ne pouvait pas accueillir beaucoup de passagers. Les véhicules en forme de tasses avaient, quant à eux, été brevetés dès 1926 par James B. Mahoney. L'idée originale revient toutefois à AF Brest qui avait conçu dès 1913 un jouet qui proposait de faire tourner à la force de la main un petit plateau circulaire placé au-dessus d'une boite cachant la manivelle et sur lequel avait été placé des bancs miniatures.

WED Enterprises a repris le concept mais ajouta plusieurs plateaux au sein d'un plateau principal, système qu'elle breveta dès 1956.

## Opération
L'attraction combine trois rotations. Une tasse peut tourner sur elle-même propulsée par ses passagers qui manœuvrent un volant situé au centre de la tasse (volant plein ou évidé). Les tasses sont regroupées en cercle par lot de trois ou quatre et tournent à 360° sur ce cercle. Il peut y avoir 3 ou 4 groupes de tasses qui tournent sur une plateforme principale, elle aussi circulaire. Au milieu de cette plateforme, un objet est fréquemment disposé (comme une théière) mais ce n'est pas obligatoire.

## Variantes
La plupart des attractions proposent 12 tasses mais peuvent avoir 8, 12, 16 ou 24 tasses.
Zamperla propose une version « Mini Tea Cup » avec seulement 6 tasses. S&S - Sansei Technologies propose une variante de la mini sans volant central et des tasses pour seulement 4 enfants ou un adulte/2 enfants.
Il existe des variantes avec plus ou moins de tasses mais aussi avec des formes plus ou moins variées. Ainsi
- Disney propose des manèges avec des véhicules en forme d'insectes ou de voitures mais au comportement identique.
- Le parc Asterix propose un manège avec les véhicules en forme de chaudrons.
- Hustler à Six Flags Fiesta Texas en forme de boule de billard construit par Chance Rides.
- Snowballs à Santa's Village (en) (Illinois).

## Attractions de ce type
- Mad Tea Party dans les parcs Disney.

### Amérique
- Bug's Carrot Cans - Six Flags Darien Lake
- Chubasco - Six Flags Great America
- Crazy Cups - Canobie Lake Park
- La Fiesta De Las Tazas - Six Flags Over Texas
- Storm Force Accelatron, Mack Rides 2000 - Universal's Islands of Adventure
- Enchanted Teacups, Zamperla 1996 - Six Flags Great Adventure
- Royal Tea Party, Zamperla 2006 - Silver Dollar City
- Tea Cups, Zamperla 1995 - Six Flags America

### Europe
| Nom                                                         | Parc                     | Pays        | Constructeur              | Année |
| ----------------------------------------------------------- | ------------------------ | ----------- | ------------------------- | ----- |
| Cannibal pots                                               | Dennlys Parc             | France      | Fabbri Group              | 2006  |
| Cannibal Pots                                               | Didi'Land                | France      |                           |       |
| Danny Phantom Ghost Zone                                    | Movie Park Germany       | Allemagne   | Mack Rides                | 1999  |
| De Koffiekopjes                                             | Plopsaland De Panne      | Belgique    | Mack Rides                | 2003  |
| De Koffietassen                                             | Bellewaerde              | Belgique    | Mack Rides                | 1990  |
| Fränkische Weinfahrt                                        | Freizeit-Land Geiselwind | Allemagne   | Mack Rides                | 1989  |
| Kaffeetassenfahrt                                           | Erlebnispark Tripsdrill  | Allemagne   | Mack Rides                | 1984  |
| Kaffeetassen-Karussel                                       | Heide Park               | Allemagne   | Mack Rides                | 1988  |
| Kaffekoppen                                                 | Bakken                   | Danemark    | Mack Rides                |       |
| Kahvikuppikaruselli                                         | Linnanmäki               | Finlande    | Mack Rides                | 2002  |
| Kannibalgryderne                                            | Djurs Sommerland         | Danemark    | Technical Park            |       |
| Koffiekopjes                                                | Europa-Park              | Allemagne   | Mack Rides                | 1985  |
| Les Chaudrons                                               | Parc Astérix             | France      | Mack Rides                | 1990  |
| Los Toneles                                                 | Isla Mágica              | Espagne     | Zamperla                  | 1997  |
| Pavillon de Thé                                             | Walibi Holland           | Pays-Bas    | Chance Industries, Inc.   | 2000  |
| Pentole Stregate                                            | Mirabilandia             | Italie      | Mack Rides                | 1992  |
| Pow Wow                                                     | Hansa-Park               | Allemagne   | Zamperla                  | 1995  |
| P'tit Poucet                                                | Nigloland                | France      | Mack Rides                | 1993  |
| Pirate Carousel                                             | Legoland Billund         | Danemark    |                           | 2009  |
| Salsa y Fiesta                                              | Walibi Belgium           | Belgique    | Chance Industries, Inc.   | 2001  |
| Sirocco                                                     | Efteling                 | Pays-Bas    | Mack Rides                | 1988  |
| Storm in a Teacup                                           | Thorpe Park              | Royaume-Uni | Mack Rides                | 1987  |
| Tazze Pazze                                                 | MagicLand                | Italie      | SBF Visa Group            | 2009  |
| Tea Cup                                                     | Walygator Sud-Ouest      | France      | Mack Rides                | 1992  |
| Tea Cup (anciennement Mokaschtroumpf puis Tasses Dansantes) | Walygator Parc           | France      | Mack Rides                | 1992  |
| Tea Cup Ride                                                | Alton Towers             | Royaume-Uni | Mack Rides                | 1986  |
| Tea Cups                                                    | PortAventura Park        | Espagne     | Zamperla[réf. nécessaire] | 1995  |
| Teacups                                                     | Toverland                | Pays-Bas    | Zamperla                  | 2001  |
| Techno-Schleuder                                            | Legoland Deutschland     | Allemagne   | Mack Rides                | 2002  |
| Theeleut                                                    | Drievliet                | Pays-Bas    | Mack Rides                | 2006  |
| Tekopparna                                                  | Gröna Lund               | Suède       | Mack Rides                | 2008  |
| Tournicoti                                                  | Parc Bagatelle           | France      | Zamperla                  | 1999  |

## Constructeurs
- Mack Rides
- Zamperla